# Valentín Aller García
Valentín Aller Garcia, més conegut com a Tino Aller (Lleó, 13 d'agost de 1971) és un exfutbolista castellanolleonès, que ocupava la posició de defensa.
Va jugar en primera divisió amb l'Sporting de Gijón entre 1993 i 1996. Posteriorment, va militar al RCD Mallorca i a la Cultural Leonesa.